# Museum Hallstatt

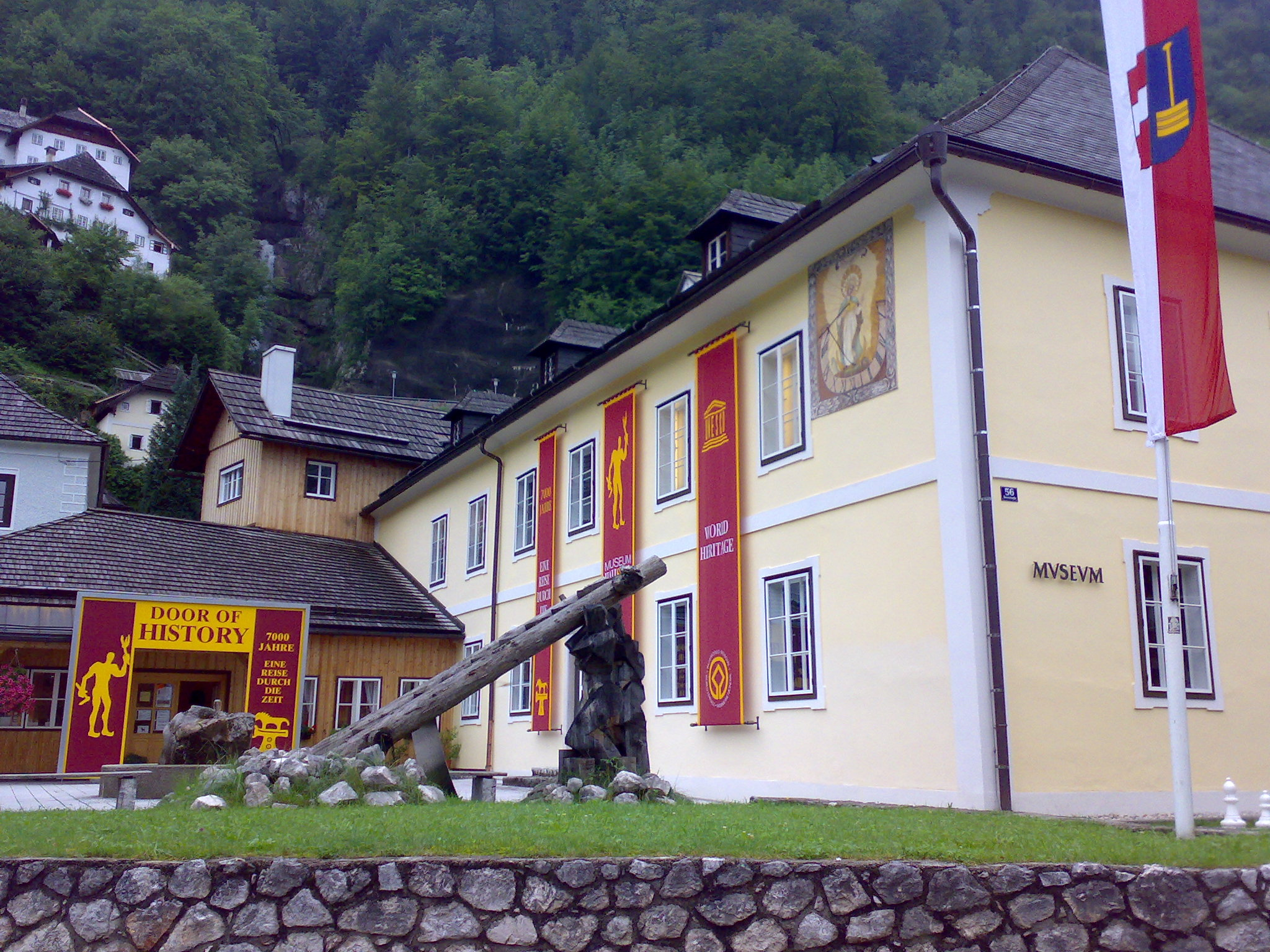

Das Museum Hallstatt ist ein Museum in Hallstatt im Bezirk Gmunden in Oberösterreich. Es präsentiert anhand archäologischer Funde die Kultur durch eine Zeitreise von 7000 Jahre Hallstatt sowie Funde aus dem ältesten Salzbergwerk der Welt.

## Geschichte
Das Museum wurde als zweites oberösterreichisches Museum nach dem Landesmuseum und vor dem Museum Lauriacum im Jahr 1844 gegründet. Das Gebäude in der Seestraße 56 diente früher als Pfarrhof und steht unter Denkmalschutz.

## Museumschwerpunkte
In diesem Museum befindet sich Geschichtliches aus Hallstatt, sowohl Exponate von Grabungen im Salzbergwerk als auch spektakuläre Funde vom Gräberfeld im Hallstätter Hochtal.
- Geologie, Geschichtsablauf, Jungsteinzeitliche Anfänge, Prähistorischer Salzbergbau, Hallstattkultur, Die Katastrophe, Die Kelten, Die Römer in Hallstatt, Mittelalter und Neuzeit
- Das Museum präsentiert die über 7000 Jahre Geschichte von Hallstatt, mit optischen und akustischen Reizen.

## Auszeichnungen
- Welterbepreis 2015.

## Museumsleitung
- 1844
- 1925 Friedrich Morton